# Estação Campo Limpo Paulista
A Estação Campo Limpo Paulista  é uma estação ferroviária, pertencente à Linha 7–Rubi da CPTM, localizada no município de Campo Limpo Paulista.

## História
Após a abertura da ferrovia Santos-Jundiaí pela São Paulo Railway em 1867, outros projetos surgiram, quase todos com alguma ligação física com a ferrovia pioneira. Um deles era o da Companhia Estrada de Ferro Bragantina, que em fevereiro de 1878 propôs ligar Bragança a São Paulo, onde deveria se encontrar com a ferrovia Santos-Jundiaí entre os seus quilômetros 127 e 128. 
As obras da Bragantina foram iniciadas em 22 de dezembro de 1878 e um acampamento dos empreiteiros foi estabelecido às margens do quilômetro 127 da ferrovia Santos-Jundiaí. Dois anos depois, a SPR construiu e inaugurou uma estação no local, batizada Campo Limpo.
Com a abertura da Estrada de Ferro Bragantina em maio de 1884, a pequena estação passou a ser ponto de transferência entre as linhas Bragantina e da ferrovia Santos-Jundiaí.
Após a ferrovia ser nacionalizada em 1947, um novo prédio foi construído entre 1977 e 1979.

## Tabela
| Sigla | Estação              | Inauguração          | Integração               | Plataformas | Posição    | Notas                           |
| ----- | -------------------- | -------------------- | ------------------------ | ----------- | ---------- | ------------------------------- |
| CLP   | Campo Limpo Paulista | 1 de janeiro de 1881 | Bilhete Único da SPTrans | Laterais    | Superfície | Estação reconstruída pela RFFSA |